# Інфраструктура як код
Інфраструктура як код (англ. Infrastructure as Code (IaC)) — це спосіб постачання та керування обчислювальними та мережевими ресурсами методом їх опису у вигляді програмного коду, на відміну від налаштовування необхідного обладнання власноруч чи з допомогою інтерактивних інструментів. ІТ інфраструктура, керована таким чином, охоплює як фізичні сервери, так і віртуальні машини, а також пов'язані з ними ресурси. У підході використовуються як виконувані скрипти, так і декларативні визначення, шаблони, які можуть перебувати в системі контролю версій. Термін найчастіше використовується для позначення декларативного опису ІТ інфраструктури.
IaC подається в першу чергу як рішення для платформ хмарних обчислень, які, в свою чергу іноді позиціюються як IaaS рішення. Iac підтримує IaaS, але їх не слід плутати.

## Основні рішення
- AWS CloudFormation
- Terraform
- Ansible
- Pulumi[en]
- Chef[en]
- Puppet
- Vagrant
- Azure Resource Manager
- Google Cloud Resource Manager
- Serverless Framework[en]